# Yzalú

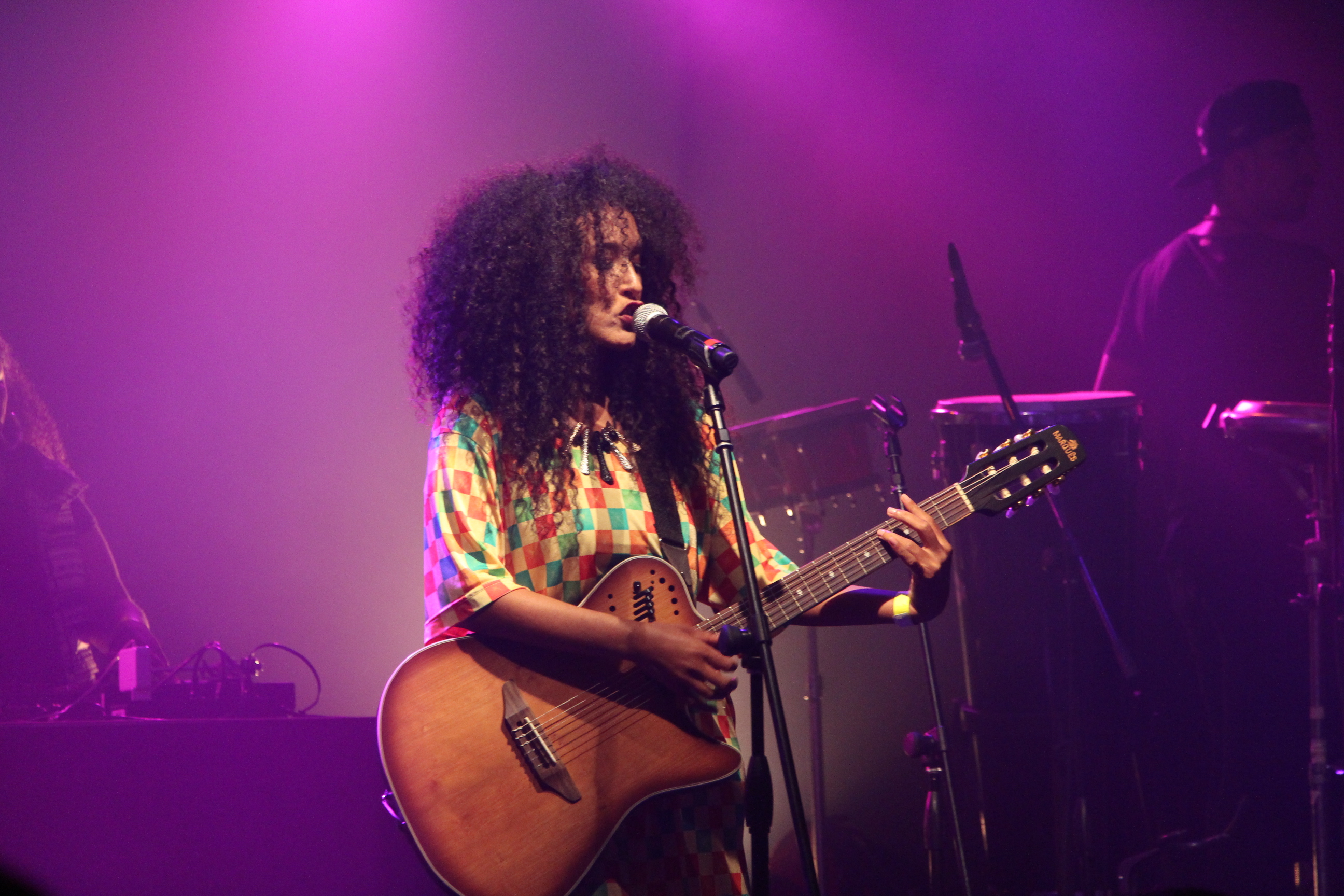
Yzalú, 2017

Yzalú, bürgerlich Luiza Yara Lopes Silva (* 8. September 1982 in São Bernardo do Campo), ist eine brasilianische Singer-Songwriterin der brasilianischen Hip-Hop und Música Popular Brasileira.

## Leben
Die Afrobrasilianerin Luiza Yara Lopes Silva, Künstlername Yzalú, wurde in São Bernardo do Campo – einer Stadt im Großraum von São Paulo – geboren. Sie studierte von 2006 bis 2008 Marketing an der Methodisten-Universität in São Bernardo do Campo. Ihre musikalische Karriere begann bereits im Alter von 16 Jahren mit Eigenbegleitung auf der Akustikgitarre, wobei sie von der Afroamerikanerin Lauryn Hill beeinflusst worden war.
Sie trat als Sängerin bei den Essência Black auf. 2012 trat sie in dem Konzert Detentos do Rap ao Vivo der Detentos do Rap (deutsch: die Rap-Häftlinge) im Bairro Barra Funda in São Paulo als Gastkünstlerin auf. Weitere Auftritte hatte sie mit brasilianischen Rappern wie Mano Brown, Eduardo, Dexter (Sänger, 1973), DBS & A Quadrilha, Realidade Cruel, Ferréz und Amanda NegraSim. Auf dem Festival do Rap im Clube da Ford im Bairro dos Alvarengas spielte sie vor 10.000 Zuhörern Favela é um Bom Lugar des früh verstorbenen Rappers Sabotage.
Ihr erstes Studioalbum mit 12 Liedern von ihr erschien 2016 unter dem Titel Minha Bossa é Treta bei Raposo Records, in dem sie auch drei unveröffentlichte Songs des Rappers Sabotage (1973–2003) verarbeitete. Es wurde bei einer Umfrage des Portals R7 als fünftbestes Hip-Hop-Album des Jahres 2016 gewählt.
Ihre bekanntesten Songs sind Mulheres Negras, Amar Você und Minha Bossa é Treta. Herausgestellt wird ihre Thematik der Gleichstellung von Frauen, Rassismus und der Mulheres Negras, den schwarzhäutigen Afrobrasilianerinnen.
Sie nimmt am Projekt Divas do Hip Hop von Daniela Reigadas (Z’andara) teil, einem Projekt, das Frauen in einer gemeinsamen Show zusammenbringt.

## Diskografie
- 2016 Minha Bossa é Treta, Raposo Records